# نورمان وايس
نورمان وايس هو سياسي كندي، ولد في 23 ديسمبر 1935 في إدمونتون في كندا، وتوفي في 2 يونيو 2015 في كورتيناي في كندا. حزبياً، نشط في الرابطة التقدمية المحافظة في ألبرتا ‏. وقد انتخب عضو الجمعية التشريعية ألبرتا.